# Верхнее Голенково
Верхнее Голенково — деревня в Селижаровском муниципальном округе Тверской области.

## География
Находится в западной части Тверской области на расстоянии приблизительно 14 км на север по прямой от административного центра округа поселка Селижарово на левом берегу речки Тихвина.

## История
Деревня была отмечена еще на карте Менде (состояние местности на 1848 год). В 1859 году здесь (деревня Осташковского уезда Тверской губернии) было учтено 4 двора, в 1939 — 2. До 2017 года входила в состав Березугского сельского поселения, с 2017 по 2020 год в составе Селижаровского сельского поселения Селижаровского района до их упразднения.

## Население
Численность населения: 35 человек (1859 год), 9 (русские 100 %) 2002 году, 1 в 2010.